# Nigel Short
Nigel David Short MBE (sinh ngày 1 tháng 6 năm 1965) là đại kiện tướng cờ vua, bình luận viên cờ vua, phóng viên báo cờ vua, huấn luyện viên cờ vua người Anh. Từ tháng 10 năm 2018 ông là phó chủ tịch FIDE. Short đã đạt danh hiệu kiện tướng ở tuổi 19, và được xếp hạng thứ ba trên thế giới của FIDE từ tháng 1 năm 1988 đến tháng 7 năm 1989. Năm 1993 ông trở thành kỳ thủ Anh đầu tiên chơi một trận đấu cờ vua vô địch thế giới khi đủ điều kiện để đấu với Garry Kasparov tại trận tranh chức vô địch cờ vua thế giới năm 1993 tại London, nhưng đã thua Kasparov.

## Đời sống riêng
Short định cư tại Athens và lập gia đình với chuyên gia tư vấn tâm lý Rhea Argyro Karageorgiou. Họ có với nhau hai con. Ông là người phi tôn giáo.

## Tác phẩm
- Short, Nigel (1989). Nigel Short's Chess Skills. Hamlyn. ISBN 978-0-600-55743-2.ISBN 978-0-600-55743-2.